# Campionati italiani di triathlon del 2007
I Campionati italiani di triathlon del 2007 (XIX edizione) sono stati organizzati dalla Federazione Italiana Triathlon e si sono tenuti a Tarzo Revine in Veneto, in data 14 luglio 2007.
Tra gli uomini ha vinto Daniel Fontana (RP Action DDS), mentre la gara femminile è andata a Nadia Cortassa ( Fiamme Azzurre).

## Risultati

### Élite uomini
| Pos. | Atleta                    | Società sportiva             | Nuoto    | Bici     | Corsa    | Totale   |
| ---- | ------------------------- | ---------------------------- | -------- | -------- | -------- | -------- |
|      | Daniel Fontana            | RP Action DDS                | 00:17:46 | 01:03:12 | 00:35:22 | 01:56:20 |
|      | Alessandro Degasperi      | RP Action DDS                | 00:18:56 | 01:02:05 | 00:36:07 | 01:57:08 |
|      | Andrea D'Aquino           | Carabinieri                  | 00:17:54 | 01:03:13 | 00:36:23 | 01:57:30 |
| 4    | Alberto Casadei           | Bianchi-Keyline              | 00:17:50 | 01:03:10 | 00:36:44 | 01:57:44 |
| 5    | Ivan Risti                | Triathlon Lecco              | 00:17:44 | 01:03:15 | 00:36:56 | 01:57:55 |
| 6    | Alessio Picco             | T.D. Rimini                  | 00:18:58 | 01:02:04 | 00:36:57 | 01:57:59 |
| 7    | Emilio D'Aquino           | Carabinieri                  | 00:17:53 | 01:03:10 | 00:37:33 | 01:58:36 |
| 8    | Fabrizio Baralla          | Jhonny Tri Forhans           | 00:18:45 | 01:02:17 | 00:37:45 | 01:58:47 |
| 9    | Giorgio Roveda            | Esercito                     | 00:18:24 | 01:02:42 | 00:37:51 | 01:58:57 |
| 10   | Daniel Hofer              | Carabinieri                  | 00:18:14 | 01:02:51 | 00:38:58 | 02:00:03 |
| 11   | Manuele Canuto            | Fiamme Oro                   | 00:18:16 | 01:02:50 | 00:39:15 | 02:00:21 |
| 12   | Daniele Fiorentini        | Esercito                     | 00:17:48 | 01:03:17 | 00:40:24 | 02:01:29 |
| 13   | Peter Viana               | Esercito                     | 00:19:05 | 01:02:03 | 00:40:45 | 02:01:53 |
| 14   | Giulio Molinari           | Atletica Bellinzago          | 00:17:36 | 01:02:37 | 00:41:49 | 02:02:02 |
| 15   | Alessandro Ussi           | Triathlon Cremona Stradivari | 00:19:00 | 01:02:09 | 00:41:25 | 02:02:34 |
| 16   | Cristobal Israel Escudero | Los Tigres                   | 00:20:09 | 01:05:08 | 00:37:33 | 02:02:50 |
| 17   | Danilo Brustolon          | Fiamme Oro                   | 00:18:52 | 01:01:31 | 00:42:49 | 02:03:12 |
| 18   | Matteo Grilli             | Surfing Shop Triathlon       | 00:18:41 | 01:02:27 | 00:42:13 | 02:03:21 |
| 19   | Gabriele Salini           | B2K Triathlon                | 00:18:31 | 01:02:40 | 00:42:48 | 02:03:59 |
| 20   | Marco Prati               | CUS Parma Medel              | 00:19:37 | 01:05:45 | 00:39:28 | 02:04:50 |

### Élite donne
| Pos. | Atleta                | Società sportiva         | Nuoto    | Bici     | Corsa    | Totale   |
| ---- | --------------------- | ------------------------ | -------- | -------- | -------- | -------- |
|      | Nadia Cortassa        | Fiamme Azzurre           | 00:19:29 | 01:11:52 | 00:40:50 | 02:12:11 |
|      | Charlotte Bonin       | Fiamme Azzurre           | 00:19:27 | 01:11:54 | 00:43:21 | 02:14:42 |
|      | Elisa Battistoni      | Esercito                 | 00:19:23 | 01:12:01 | 00:44:00 | 02:15:24 |
| 4    | Valentina Filipetto   | Esercito                 | 00:19:21 | 01:12:05 | 00:44:13 | 02:15:39 |
| 5    | Laura Giordano        | Silca Ultralite          | 00:23:02 | 01:13:32 | 00:40:26 | 02:17:00 |
| 6    | Arianna Viglino       | RP Action DDS            | 00:19:31 | 01:17:22 | 00:47:36 | 02:24:29 |
| 7    | Adelaide Cappellini   | Fiamme Oro               | 00:19:28 | 01:17:34 | 00:49:51 | 02:26:53 |
| 8    | Alice Cabianca        | Bianchi-Keyline          | 00:19:26 | 01:17:31 | 00:51:14 | 02:28:11 |
| 9    | Maria Pezzarossa      | CUS Parma Medel          | 00:22:53 | 01:20:43 | 00:46:52 | 02:30:28 |
| 10   | Margie Santimaria     | Atletica Bellinzago      | 00:20:20 | 01:18:03 | 00:52:41 | 02:31:04 |
| 11   | Elvi Zarrelli Betiana | RP Action DDS            | 00:20:57 | 01:22:43 | 00:50:51 | 02:34:31 |
| 12   | Simona Zaccardi       | Libertas Triathlon Terni | 00:25:29 | 01:18:36 | 00:50:58 | 02:35:03 |